# Norosidai
Norosidai (japanisch のろし台 ‚Signalfeuerplattform‘) ist ein kleiner, 2019 m hoher Nunatak mit abgeflachtem Gipfel im ostantarktischen Königin-Maud-Land. Er ragt 1 km nördlich des Mount Derom im südlichen Teil des Königin-Fabiola-Gebirges auf.
Japanische Wissenschaftler nahmen 1960 Vermessungen und 1981 die Benennung vor.